# Ignaz Brüll
Ignaz Brüll, avstrijski skladatelj in pianist židovskega rodu, * 7. november 1846, Prostějov (Prossnitz), † 17. september 1907, Dunaj, Avstrija.
Njegovo najpomembnejše delo je opera Zlati križ, ki je bila krstno uprizorjena 22. decembra 1875 v Berlinu. V Ljubljani so opero uprizorili že leta 1880.